# 神崎 (尼崎市)

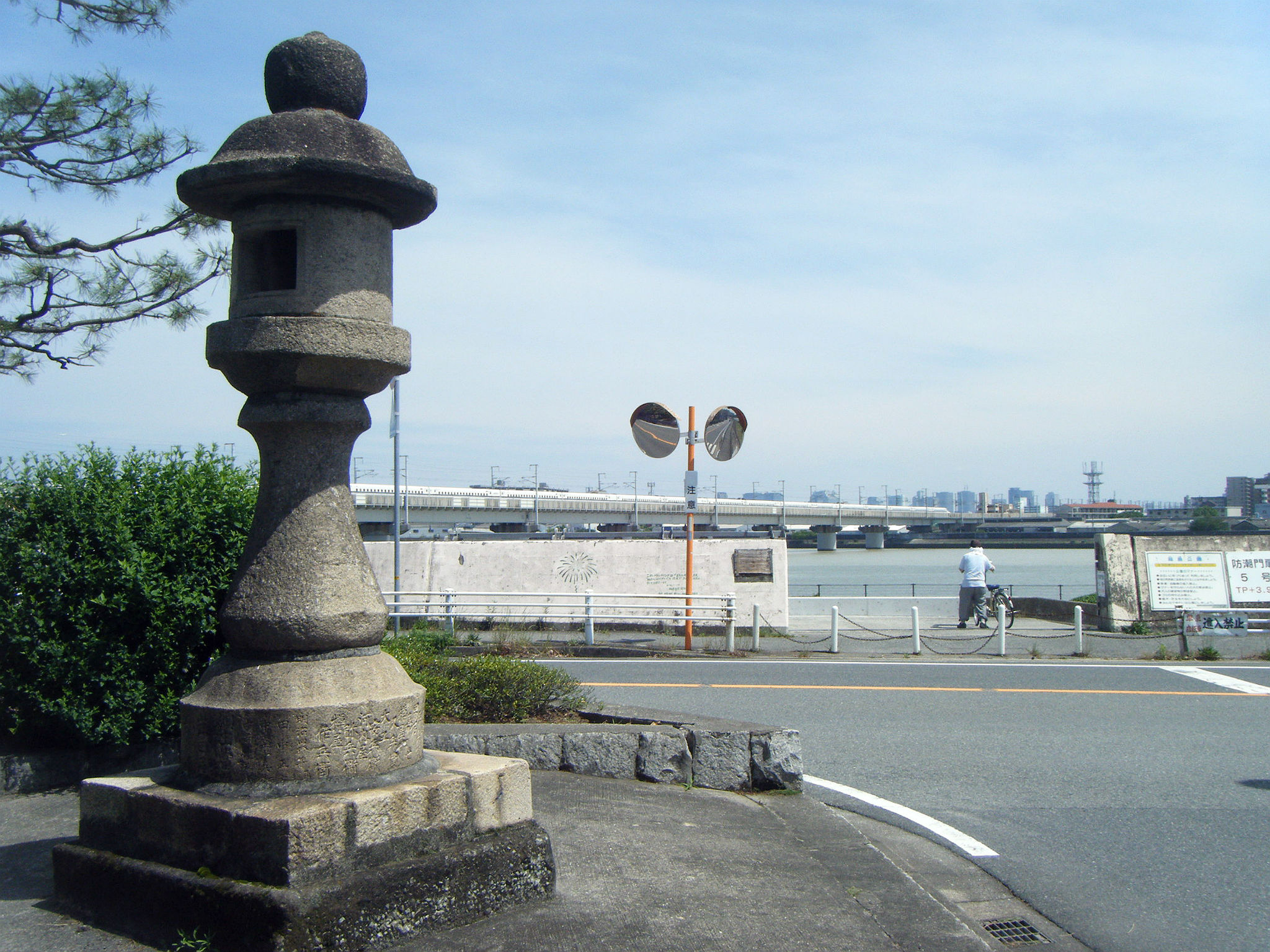
神崎川沿いに建つ、金比羅さんの石灯籠　金比羅大権現を祀り航海の安全を祈念すると共に、灯台の役割を担っていた。

神崎（かんざき）は、神崎川下流にあり、平安時代から鎌倉時代にかけて大阪湾の海上交通と淀川水系の河川交通の結節点として栄えた港町。現在の兵庫県尼崎市の中部、尼崎駅の北東の神崎川と猪名川が合流する付近に当たる。

## 歴史

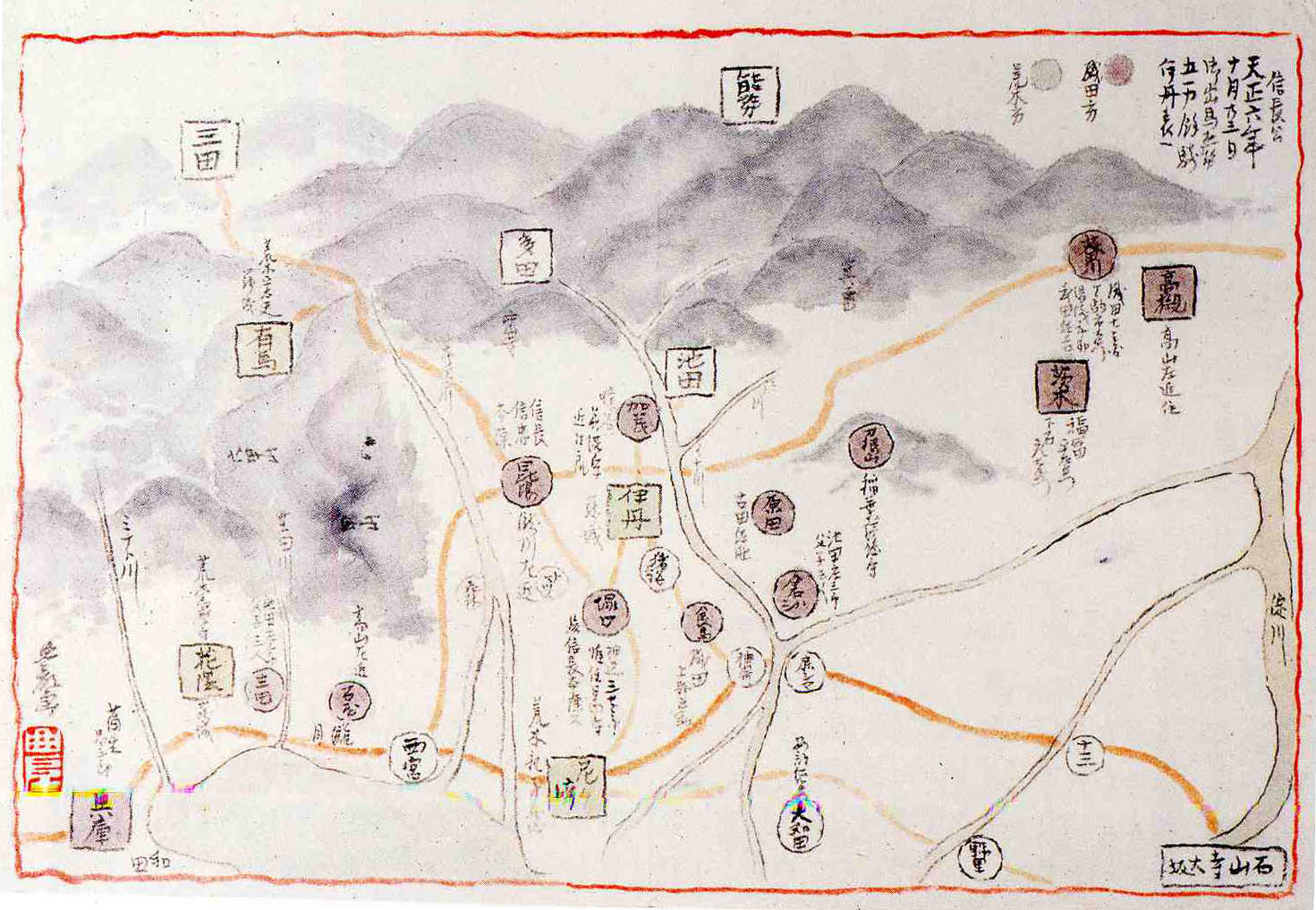
伊丹荒木軍記／伊丹市立博物館蔵：有岡城の戦い（1578年）の際の武将配置図。中央やや下あたりに「神埼」の文字が見える

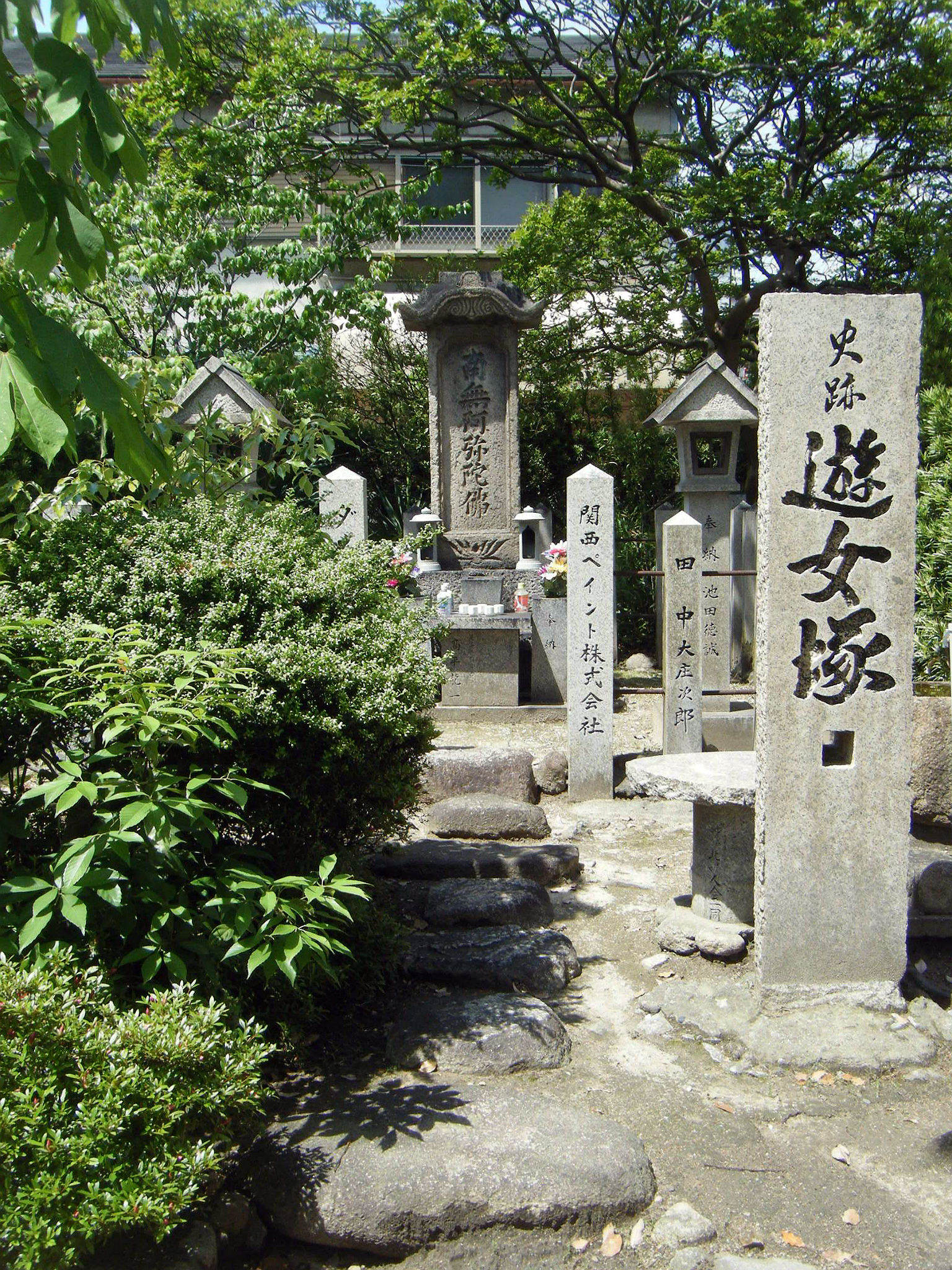
遊女塚

天平年間、行基によって摂播五泊（室生泊、韓泊、魚住伯、大輪田泊、河尻泊）の一つとして神崎川の河口に河尻泊が築かれた。奈良時代末期に、長岡京遷都に伴って新首都と瀬戸内海を直接結ぶ目的で、淀川から神崎川へ直結させる水路の工事が和気清麻呂により行われて以来、神崎川は淀川のバイパスとして繁栄した。神崎川中流の吹田、淀川から神崎川へ分岐する場所の江口も港として繁栄した。
平安時代後期には、河口部の神崎の港は海上・河川の物資積み替えや、京から西日本各地の荘園や住吉大社詣でに向かう貴族や庶民で賑わった。また、神崎と江口はともに遊女の集う天下第一の歓楽の地として並び立ち全国に知られた。神崎や江口の遊女たちはきらびやかな衣装をまとい貴族たちに寵愛されたものの、彼女たちは戦乱や重税で疲弊した各地の荘園などから流れてきた者たちであり、彼女らの歌謡や和歌、彼女らを弔った塚（遊女塚）や、彼女たちと僧侶たちの逸話などが残されている。
鎌倉時代も、奈良や京都の巨大寺院の建設（特に、東大寺再建など）の材木が集積されにぎわい、神崎関がおかれた。南北朝時代にはすでに神崎橋が架けられ、戦国時代にかけてしばしば戦乱の舞台となった。
後に神崎よりも南に尼崎の港ができ、役割を譲った。さらに淀川河口の渡辺津（現在の大阪市）、堺の港（堺市）、兵庫の港（神戸市兵庫区）などさまざまな港との競合で重要性が低下し、一農漁村となっていった。

## 現状
現在は、尼崎市の大字「神崎町」およびバス停の名前にその名を残すものの、工場と住宅に囲まれた一市街地にすぎない。特筆すべき史跡と言えば、上記の「金比羅さんの石灯籠」や「遊女塚」などが残るのみである。神崎橋は現在でも大阪府道・兵庫県道41号大阪伊丹線の橋梁として存在する。